# Monor
Monor je mesto na Madžarskem, ki upravno spada v podregijo Monori Županije Pešta.